# Primary van New Mexico 2008
De primary van New Mexico is een voorverkiezing die in 2008 op 5 februari werd gehouden, de dag van Super Tuesday. Hillary Clinton en John McCain wonnen.

## Democraten
| Legenda: | Teruggetrokken voor de primary |

| New Mexico Democratische primary 2008 | New Mexico Democratische primary 2008 | New Mexico Democratische primary 2008 | New Mexico Democratische primary 2008 |
| Kandidaat                             | Stemmen                               | Percentage                            | Nationale gedelegeerden               |
| ------------------------------------- | ------------------------------------- | ------------------------------------- | ------------------------------------- |
| Hillary Clinton                       | 73.105                                | 49,00%                                | 14                                    |
| Barack Obama                          | 71.396                                | 47,86%                                | 12                                    |
| John Edwards                          | 2.157                                 | 1,45%                                 | 0                                     |
| Bill Richardson                       | 1.305                                 | 0,87%                                 | 0                                     |
| Dennis Kucinich                       | 574                                   | 0,38%                                 | 0                                     |
| Joe Biden                             | 122                                   | 0,08%                                 | 0                                     |
| Chris Dodd                            | 81                                    | 0,05%                                 | 0                                     |
| Neutraal                              | 441                                   | 0,30%                                 | 0                                     |
| Totaal                                | 149.181                               | 100,00%                               | 26                                    |

## Republikeinen
| New Mexico Republikeinse primary 2008 | New Mexico Republikeinse primary 2008 | New Mexico Republikeinse primary 2008 | New Mexico Republikeinse primary 2008 |
| Kandidaat                             | Stemmen                               | Percentage                            | Gedelegeerden                         |
| ------------------------------------- | ------------------------------------- | ------------------------------------- | ------------------------------------- |
| John McCain                           | 95.263                                | 85,97%                                | 29                                    |
| Ron Paul                              | 15.551                                | 14,03%                                | 0                                     |
| Totaal                                | 110.814                               | 100%                                  | 29                                    |